# Gammaglimt
Gammaglimt er kortvarige og meget intense "udbrud" af gammastråling fra døende eller kolliderende stjerner. Gammaglimt kan vare fra få millisekunder til flere minutter, men som oftest nogle ganske få sekunder. Næst efter Big Bang er disse gammaglimt de mest intensive elektromagnetiske fænomener i universet.
Der synes at være to kilder til disse gammaglimt; de mere kortvarige tilskrives dobbeltstjerne-systemer af to neutronstjerner der kolliderer, mens de længere glimt menes at komme fra hurtigt roterende, tunge stjerner der kollapser til et sort hul.

## Historie
Opdagelsen af gammaglimtene fra universet kom som en ganske uventet "sidegevinst" sidst i 1960'erne, da USA opsendte særlige satellitter, kaldet Vela: Formålet med disse satellitter var at afsløre eventuelle sovjetiske prøvesprængninger af kernevåben, i strid med indgåede traktater vedrørende stop for sådanne prøvespræninger, ved at opfange den gammastråling som kernevåbnet afgiver.
Og kort efter opsendelsen rapporterede Vela-satellitterne om talrige korte "glimt" af gammastråling. Men disse glimt lignede slet ikke hvad man forventede fra en brintbombeeksplosion: I stedet for to hurtige "glimt" (ét mindre, der stammer fra den fissions-bombe der tjener som "tændsats", og et større fra den egentlige fusionsproces), registrerede satellitterne nogle glimt der bestod af ét enkelt, meget intenst udbrud. Glimtenes eksistens blev bekræftet af uafhængige eksperimenter om bord på amerikanske Apollo- og sovjetiske Venera-rumfartøjer, og nærmere undersøgelser viste snart, at disse sære udbrud ikke kunne stamme fra Jorden selv eller dens umiddelbare omgivelser.
Disse opdagelser blev offentliggjort i 1973, men i årtier kunne man kun spekulere på fænomenets forklaring; en lang række teorier om forskellige begivenheder, i afstande lige fra udkanten af vores eget Solsystem til grænsen af det observerbare univers, blev fremsat. Det var ekstremt svært at få observationsmateriale at arbejde med, fordi man ikke kunne bestemme retningen til kilden for et gammaglimt præcist nok til, at man kunne lede efter kilden med f.eks. optiske teleskoper.
Først da man i 1991 opsendte Compton-gammastråleobservatoriet, fik man præcise data at arbejde med; det viste sig at glimtene var helt isotropisk ("jævnt") fordelt over hele himlen (ikke f.eks. langs mælkevejens plan, hvilket ville antyde at kilden hører til indenfor vores egen galakse), og derfor måtte være spredt ud over universets fjerneste egne. Endvidere synes glimtene groft at kunne inddeles i "korte" og "lange" glimt, af henholdsvis under og over 2 sekunder, om end der er en del overlapning mellem de to kategorier.
I 1997 opdagede det italiensk-hollandske rumfartøj BeppoSAX et gammaglimt, GRB 970228, og rettede derefter sit røntgenstråle-teleskop mod det sted glimtet var kommet fra: Her registreredes en røntgenstråle-kilde der aftog i styrke. Og senere, da teleskoper på Jordens overflade studerede samme sted på himlen, fandt man en svag, fjern galakse: Man havde set "eftergløden" eller den "rygende pistol" efter et gammaglimt. I løbet af ganske få uger forstummede den ellers hede debat om hvor langt væk "årsagen" til disse glimt skulle søges.

## Mulige kilder
Ifølge den for tiden mest fremherskende teori stammer de fleste gammaudbrud fra tunge, hurtigt roterende stjerner, hvis kerne har opbrugt al tilgængelig fusions-"brændsel" og derfor kollapser under sin egen vægt, og danner et sort hul. Dele af de omkringliggende "lag" af stjernestof falder ind i dette sorte hul, og driver derved et par af energirige "jetstråler" der står ud fra den roterende stjernes omdrejningsakse. Når disse stråler bryder igennem det omgivende stjernestof, skabes en intens "udladning" af gammastråling.
Andre modeller tilskriver gammastrålingen nogle stærkt magnetiske, ny-dannede neutronstjerner (proto-magnetarer), atter andre teorier hælder til ældre neutronstjerner der bringes til udbrud ved at optage "nyt" stjernestof fra omgivelserne, eller til kolliderende neutronstjerner i dobbeltstjerne-systemer.

## Eksterne links
- Neutronstjerner udspyr guld, jod og det halve periodiske system. Videnskab.dk 2017

- Wikimedia Commons har flere filer relateret til Gammaglimt